# Барон Кирквуд
Барон Кирквуд из Берсдена в графстве Дамбартоншир — наследственный титул в системе Пэрства Соединённого королевства. Он был создан 22 декабря 1951 года для шотландского инженера Дэвида Кирквуда (1872—1955). Он был членом Шотландской юнионистской партии, Независимой лейбористской партии, а позднее Лейбористской партии. Дэвид Кирквуд был депутатом Палаты общин от Дамбартон Бурга (1922—1950) и Восточного Дамбартоншира (1950—1951). 
По состоянию на 2024 год носителем титула являлся его внук, Джеймс Стюарт Кирквуд, 4-й барон Кирквуд, который сменил своего старшего брата Дэвида Харви Кирквуда, 3-го барона Кирквуда (1931—2023) в 2023 году.

## Бароны Кирквуд (1951)
- 1951—1955: Дэвид Кирквуд, 1-й барон Кирквуд (8 июля 1872 — 16 апреля 1955), сын Джона Кирквуда[1];
- 1955—1970: Дэвид Кирквуд, 2-й барон Кирквуд (15 октября 1903 — 9 марта 1970), третий (младший) сын предыдущего[2];
- 1970—2023: Дэвид Харви Кирквуд, 3-й барон Кирквуд (24 ноября 1931 — 15 апреля 2023), старший сын предыдущего[3];
- 2023 — настоящее время: Джеймс Стюарт Кирквуд, 4-й барон Кирквуд (род. 19 июня 1937), младший брат предыдущего[4].